# 塔拉航空193号班机空难
塔拉航空193号班机是一班由尼泊尔塔拉航空运营，从尼泊尔博克拉博克拉機場飞往佐莫索姆佐莫索姆機場的定期国内航班。2016年2月24日，此次航班在起飞后不久失踪，之后被证实坠毁于道拉吉里专区莫雅格迪区达纳村附近的山林中。

## 涉事飞机
涉事班机是一架2012年由加拿大Viking Air获得许可证制造的德哈维兰加拿大DHC-6 400雙水獺飛機，原注册号为C-GUVT
。2015年9月交付给尼泊尔塔拉航空，注册号变更为9N-AHH。
此次航班于当地时间24日7:50（UTC+05:45）从博克拉機場出发，原计划飞行18分钟抵达佐莫索姆，但在起飞后10分钟与地面失去联絡。尼泊尔民航部长于当天下午向媒体确认这架飞机坠毁。

## 遇难乘客
失事飞机上共有23人，包含20名乘客、3名机组人员，全部遇难。其中一名乘客为香港居民。
| 国籍／地區籍 | 乘客 | 机组 | 总共 |
| ------------ | ---- | ---- | ---- |
| 尼泊尔       | 18   | 3    | 21   |
| 香港         | 1    | 0    | 1    |
| 科威特       | 1    | 0    | 1    |
| 总共         | 20   | 3    | 23   |